# Leonardo Torres Vilar
Leonardo Torres Vilar (Lima, 1 de mayo de 1970) es un actor, director de teatro y televisión, y profesor de teatro peruano. Es más conocido por su carrera en teatro y en telenovelas, como Natacha, Gorrión y La Perricholi.
Torres es director del Conservatorio de Formación Actoral del Instituto Británico.

## Biografía
Es hijo de los actores Lola Vilar y Leonardo Torres Descalzi, hermano de la también actriz Natalia Torres Vilar, sobrino del actor y director de teatro José Vilar y nieto de la actriz Carmen Porcel. Estudió en el Colegio Santa Margarita, de Surco.
Estudió durante dos años la carrera de actuación en la American Academy of Dramatic Arts (AADA) en la ciudad de Nueva York, obteniendo el Grado de asociado en Estudios Ocupacionales. Luego de su egreso en 1997, estuvo un año más en la Academia como parte de su Compañía de Actores, trabajando en la obra "Modigliani" y entre otras producciones.
Terminando su tercer año en la Academia, empezaría trabajar profesionalmente con producción Picasso at the Lapin agile de la Shadow Lawn Summer Stage. Su debut Off-Broadway fue con Hypothetical Theatre Company, con quienes estrenó The heart of art.
Torres obtuvo el Premio ACE de Nueva York durante dos años consecutivos por sus actuaciones protagónicas en La pulga en la oreja, en el American Theatre of Actors de Nueva York; y The one eyed man is king, obra de Carlos Fuentes.
En el año 2011 participó en la telenovela La Perricholi como José Perfecto de Salas. Ese mismo año apareció en la película Bolero de noche.
En 2012 actuó en las obras La cocina y La falsa criada, y en 2013 coprotagonizó la obra Doce hombres en pugna.
Uno de sus últimos roles antagónicos que resaltar es el de Claudio en Hamlet, dirigido por Roberto Ángeles Tafur en 2016.

## Filmografía
| Año  | Título                 | Personaje                    | Notas            |
| ---- | ---------------------- | ---------------------------- | ---------------- |
| 1990 | Natacha                | Carlos Pereyra               |                  |
| 1992 | Casado con mi hermano  | Guido Gastelumendi           | También director |
| 1994 | Gorrión                | Lechuga                      |                  |
| 1995 | Los unos y los otros   | Adolfo, El joven arequipeño  |                  |
| 1996 | Nino                   | Víctor Zúñiga                |                  |
| 2004 | Eva del Edén           | Gabriel Manzano y Piedraliza | [ 6 ]            |
| 2005 | Los unos y los otros   |                              |                  |
| 2005 | María de los Ángeles   | Néstor                       |                  |
| 2009 | Rita y yo y mi otra yo | Rocco Carlo                  |                  |
| 2011 | La Perricholi          | José Perfecto de Salas       | Rol antagónico   |

| Año  | Título             | Personaje | Notas        |
| ---- | ------------------ | --------- | ------------ |
| 2006 | La prueba          | Tomás     |              |
| 2007 | Detrás de mis ojos | Andrés    | Cortometraje |
| 2011 | Bolero de noche    | El diablo |              |

2020 Locos de amor 3

## Teatro

### Como director
- La tectónica de las nubes (2004)
- Como una diosa (2004), EE. UU.
- La gaviota de Chéjov (2005)
- Caín (2005)
- Julio César (2005), Teatro Británico.[7]
- La hora del silencio (2008), Teatro de la Universidad de Lima.
- Una buena obra con malos actores (2010)
- Quedará entre nosotros (2011), Teatro Británico.
- Transporte de Mujeres (2012), Teatro Británico.

### Como actor
- Julio César (2005)
- Extremos (2007, Dir. Óscar Carrillo)
- Tío Vania (2007, Dir. Marian Gubbins) como Tío Vania.
- La vida es sueño (2007, Dir: Luis Peirano)
- Los seis (2008, Dir. Jorge Chiarella Kruger)
- Amadeus (2008, Dir. Jorge Chiarella) como Emperador.
- Respira (2009, Dir. Roberto Ángeles) como Mario.
- Esta obra es un desastre (2009, Dir. Ricardo Morán) como Lloyd Dallas.
- Volpone (2010, Dir. Roberto Ángeles) como Virrey Amat.
- La reina de belleza de Leenane (2010, Dir. Ricardo Morán) como Pato Dooley.
- La mujer de arena (2010, Dir. Marisol Palacios)
- Oleanna (2011, Dir. Frank Pérez Garland) como Profesor.
- Las tres hermanas (2011, Dir. Francisco Lombardi)
- En la otra habitación (o la obra del vibrador) (2011, Dir. David Carrillo)
- La cocina (2012, Dir. Gisela Cárdenas) como Pedro.
- La falsa criada (2012, Dir. Alberto Ísola) como Lelio.
- Números reales (2013, Dir. Diego López) como Damian.
- Doce hombres en pugna (2013, Dir. Ricardo Morán)
- Después de la lluvia (2013, Dir. Sergio Llusera) como Jefe Administrativo.
- Un dios salvaje (2013, Dir. Roberto Ángeles) como Alain.
- Vergüenza (2014, Dir. Norma Martínez)
- Hamlet (2016, Dir. Roberto Ángeles) como Claudio

## Premios y nominaciones
| Año  | Premio                       | Categoría             | Trabajo               | Resultado   |
| ---- | ---------------------------- | --------------------- | --------------------- | ----------- |
| 2013 | Premios Luces de El Comercio | Mejor actor de teatro | Doce hombres en pugna | Desconocido |